# 하이파이 신서
하이파이 신서(ハイファイ新書)는 2009년 1월 7일 미라이 레코드에서 발매된 상대성이론의 두 번째 앨범이다.

## 개요
- 전작으로부터 8개월만에 나온 앨범. 제목은 해체신서와 하이파이에서 가지고왔다. 재킷의 숫자"33:21"는 CD의 총재생시간을 나타내고 있다.
- 전곡의 작사,작곡,편곡:마나베 슈이치

## 수록곡
1. 텔레비전 도쿄(3:53)
2. 지옥선생(3:08)
3. 이상한(불가사의) 데카르트(3:32)
4. 사각혁명(3:39)
5. 시나가와 넘버(3:47)
6. 학급붕괴(3:00)
7. 상쾌한 회사원(4:23)
8. 르네상스(3:35)
9. 버몬트 키스(4:15)